# زونه‌برگ
زونه‌برگ (به آلمانی: زونبرگ) یک شهر در آلمان است که در زونه‌برگ واقع شده‌است.

## خصوصیات
زونه‌برگ  ۲۳٬۹۳۷ نفر جمعیت دارد.

## خواهرخوانده
شهرهای گپینگن و نوی‌اشتات بای کبورگ خواهرخوانده‌های زونه‌برگ هستند.